# Храм Рождества Христова (Павловка)
Храм Рождества Христова — православный храм в селе Павловка Барышского района Ульяновской области, Барышской епархии Симбирской митрополии Русской православной церкви. С 2018 года — памятник градостроительства и архитектуры РФ.

## История
Деревянная церковь в честь Рождества Христова с престолами: главный (холодный) в честь Рождества Христова и в приделах (тёплый): в правом во имя св. великомученика Димитрия Солунского и в левом во имя свв. безсребренников и чудотворцев Космы и Дамиана, на средства прихожан была построена в 1869 году.
В 1876 году в Павловке открылась церковно-приходская школа.
В Советское время в церкви продолжались богослужения, она не закрывалась ни до, ни после Великой Отечественной войны. После Великой Отечественной войны выходили предписания, запрещающие колокольный звон и крестные ходы. Колокола на колокольне последний раз звонили примерно в 1954—1955 годах. При Хрущёве колокола сняли, судьба их неизвестна.
В 1970—1990 годы церковь в Павловке была одной из семи действующих в Ульяновской области.
Распоряжением Правительства Ульяновской области № 363-пр от 10.08.2018 года храм Рождества Христова включён в Единый государственный реестр объектов культурного наследия (памятников истории и культуры) народов Российской Федерации.

## Духовенство
Настоятель иерей Георгий Николаевич Мускатинов (на 2023).

## Престольные праздники
- Рождество Христово — 7 января

- Косма и Дамиан Римские, мученики — 14 июля
- Димитрий Солунский, великомученик — 8 ноября